# 轩辕宫正殿
轩辕宫正殿位于中国江苏省苏州市吴中区东山镇杨湾村西北，2006年被列为第六批全国重点文物保护单位。

## 历史
轩辕宫始建年代不详，其最初为祭祀伍子胥的祠庙。南宋绍兴年间重修，并更名胥王庙。清顺治六年（1649年）至十二年再次大修。民国期间改为祭祀黄帝的庙宇，故改称轩辕宫。正殿面阔三间（13.74米），进深三间九檩（11.43米），单檐歇山顶，脊高10米余，其建造年代为元至元四年（1338年），与虎丘云岩寺二山门相同。